# Río Arun (Inglaterra)
El río Arun (  /ˈærən/, en inglés River Arun) es un río en el condado inglés de West Sussex. A 37 millas (59,5 km) de largo, es el río más largo completamente en Sussex y uno de los más largos que comienzan en Sussex después del río Medway, el río Wey y el río Mole . Desde la serie de pequeños arroyos que forman su fuente en el área de St Leonard's Forest en Weald, el Arun fluye hacia el oeste a través de Horsham hasta Nowhurst, donde se une al North River. Girando hacia el sur, se une a su principal afluente, el río Rother occidental, y continúa a través de una brecha en South Downs hasta Arundel para unirse al Canal de la Mancha en Littlehampton. Es uno de los ríos que fluyen más rápido en Inglaterra y tiene mareas tierra adentro hasta Pallingham Quay, 25,5 millas (41,0 km) aguas arriba del mar en Littlehampton. El Arun da su nombre al distrito del gobierno local de Arun de West Sussex.
Entre los años 1540 y 1570, cuando Arundel se convirtió en puerto y se mejoró la navegación hasta Pallingham, el río experimentó sus primeras mejoras significativas. Sin embargo, las barcazas tenían problemas para navegar por las esclusas rápidas que se colocaron. Henry FitzAlan, decimonoveno conde de Arundel, completó las obras e hizo que el tramo superior fuera gratuito. Una ley del Parlamento de 1793 autorizó importantes mejoras para mantener el estuario libre de cieno. Desde 1732, los comisarios del puerto se encargaban de la parte baja del río, desde Arundel hasta el mar. Littlehampton sustituyó a Arundel como puerto del Arun con la llegada del ferrocarril y los cambios en la navegación costera, y los comisarios del puerto de Littlehampton siguen a cargo del río hasta Arundel y continúan recaudando peajes por su uso.
El río sobre Arundel se mejoró después de 1785. Como el canal principal era gratuito, los propietarios del esquema construyeron dos cortes principales. Uno, que incluía tres esclusas y pasaba por Hardham Tunnel, se construyó para evitar una gran curva cerca de Pulborough. El otro estaba cerca del término superior, donde un corte con tres esclusas y una esclusa de inundación cruzaba el canal original por un acueducto para llegar a los muelles de Newbridge. Se realizaron más mejoras cuando se inauguró el Canal Wey y Arun en 1816, uniéndose a Arun Navigation en Newbridge, y después de la finalización del Canal Portsmouth y Arundel, que se inauguró poco después. Estos dos canales fueron un intento de proporcionar una ruta interior entre Londres y Portsmouth, pero no tuvieron tanto éxito como esperaban los propietarios. El tráfico declinó rápidamente cuando los ferrocarriles ofrecieron competencia y la navegación dejó de mantenerse a partir de 1888, aunque continuó algo de tráfico en las secciones inferiores. El Canal Wey y Arun se está restaurando actualmente, y la restauración finalmente incluirá el corte y las esclusas debajo de Newbridge.

## Historia
Cuando Ptolomeo escribió su Geografía alrededor del año 150 d. C., el Arun se llamaba Trisantonis, y los relatos posteriores usaron el mismo nombre. Se cree que Trisantonis es una palabra británica para 'el intruso', lo que indica la tendencia del río a inundar las tierras cercanas al río. Trisanto se traduce directamente como 'el que cruza'. También existe la teoría de que el Arun puede haber sido conocido como Trisantonis en sus tramos inferiores cerca del mar, pero conocido como Arnus (del Brythonic 'Arno' que significa correr, ir o fluir) en su parte superior alcanza. Es posible que la ciudad de Arundel signifique Arno-dell, o valle del río que fluye. En la Edad Media, el río era conocido como el río de Arundel, el río Arundel o el arroyo alto de Arundel. Sin embargo, un nombre alternativo, Tarrant (derivado de Trisantona ), está atestiguado en 725 y 1270, y se refleja en el nombre de la calle Tarrant Street, una de las calles principales que atraviesa la ciudad aproximadamente paralela al río. El primer uso del nombre moderno se registró en 1577, pero los nombres alternativos de río Arundel o gran río continuaron usándose durante muchos años.
Otra posible traducción derivada de la ortografía de Domesday de Harundel proviene del anglosajón hærn dæl que significa valle de marea, esto significaría que el nombre del río Arun probablemente también se deriva de Tidal . Otros ríos locales como el Rother derivado del anglosajón róðer que significa Rower (como en un río largo) también son descriptivos del río y sus alrededores.
Littlehampton no siempre ha sido el lugar de desembocadura del río. Se adentraba en el mar en Lancing, a unas diez millas al este, donde se unía al río Adur hasta finales del siglo XV. La deriva de las mareas hacia el este bloqueó este estuario con guijarros, obligando al Adur a dirigirse hacia Shoreham-by-Sea, al tiempo que desembocaba intermitentemente en Worthing, Goring y Ferring, hasta que el Arun formó su estuario actual en Littlehampton entre 1500 y 1530.

### Mejoras
La parte inferior del río, desde el mar hasta Ford, era navegable en el siglo XI en la época de la conquista normanda . En el siglo XVI, Henry FitzAlan, decimonoveno conde de Arundel, construyó muelles en Ford y mejoró el canal del río debajo de allí, de modo que la ciudad se convirtió en un puerto. Durante los 30 años desde 1544, también mejoró el río río arriba hasta Pallingham Quay. Aunque la obra implicó una serie de esclusas, que no tuvieron mucho éxito, no se cobraron peajes por su uso y se utilizaron embarcaciones de alrededor de 15 toneladas para transportar madera. Los intentos de hacer navegable el río hasta Newbridge a principios del siglo XVI no tuvieron éxito.
Se obtuvo una Ley del Parlamento en 1732, cuyo énfasis principal fue la mejora del "puerto de Littlehampton, llamado Arundel Port", pero las mejoras en las primeras 5,75 millas (9,3 km) del río, desde el mar hasta Arundel, también fueron autorizados. Se nombraron comisionados, con poderes para erigir muelles y abrir un nuevo canal al mar a través de un banco de arena. La Ley les permitía cobrar peajes por el uso de las instalaciones y, una vez pagados los costes iniciales, la mitad de los peajes se utilizarían para mantener el puerto y el cauce del río hasta Arundel. Aunque la mayoría de los barcos eran de 30 o 40 toneladas, barcos de hasta 100 toneladas pudieron llegar a Arundel como resultado del trabajo, y el comercio mejoró.
La siguiente Ley para afectar el río fue obtenida por un grupo de hombres locales en 1785. Según la Ley, los propietarios estaban facultados para hacer que el río fuera navegable para barcazas de 30 toneladas hasta Newbridge. No tenían jurisdicción sobre el río desde Arundel hasta el puente Houghton y no podían cobrar peajes por el uso del río hasta Pallingham. Había 31 miembros de los propietarios, que podían recaudar 10.000 libras esterlinas mediante la emisión de 100 acciones por valor de 100 libras esterlinas cada una. La supervisión diaria de los asuntos de la navegación estaba a cargo de tres propietarios, con una reunión semestral del grupo más grande. El propósito de la navegación era llevar carbón, tiza y cal río arriba, y productos agrícolas en la otra dirección. La finalidad de la navegación era transportar carbón, tiza y cal río arriba, y productos agrícolas en la otra dirección. En lugar de mejorar el canal del río, la navegación aguas arriba de Pallingham consistía en un canal separado, que contenía tres esclusas, y un acueducto que llevaba la navegación sobre el río en Orfold. El trayecto por debajo de Pallingham se acortó 4,8 km cortando un nuevo canal entre Coldwaltham y Hardham. Para ello se construyeron tres esclusas más y un túnel de 343 metros. El tramo de Pallingham a Newbridge se inauguró el 1 de agosto de 1787, mientras que el de Hardham se completó a mediados de 1790. El coste de las obras rondó las 16.000 libras.
Hubo dos propuestas para extender la navegación en este momento. El primero fue para un canal a North Chapel, al norte de Petworth, en 1791, y el segundo fue para un canal a Horsham en el año siguiente. La ruta fue inspeccionada por John Rennie, quien estimó que su construcción costaría £ 18,133, pero las negociaciones con los propietarios existentes fracasaron y el esquema se abandonó en 1794. Mientras tanto, los comisionados del puerto obtuvieron una segunda ley del Parlamento en 1793, ya que había una grave sedimentación en el estuario. Se construyeron espigones y se alargaron los muelles existentes. Además, se construyó un camino de sirga desde la desembocadura del río hasta Arundel. La ley establecía que el capital prestado para financiar el puerto en virtud de la ley anterior había sido reembolsado y que todos los peajes se utilizarían para el mantenimiento del puerto y el río hasta Arundel, una vez que se hubieran reembolsado los préstamos adicionales. Debido a que los habitantes de Arundel habían gastado 28.300 libras esterlinas en el puerto, los barcos que pertenecían al puerto de Arundel no tenían que pagar ningún peaje. Fruto de las obras, el puerto de Arundel vivió su época más próspera durante los siguientes treinta años, con barcos de 200 y 300 toneladas capaces de llegar a la localidad en las mareas vivas. Las instalaciones mejoraron y había cuatro muelles en 1840.

### Operación

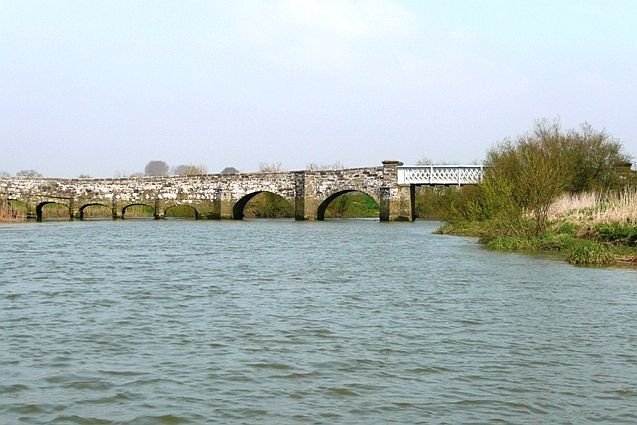
Greatham Puente, con el tramo navegable en el extremo derecho

El pago de dividendos a los accionistas comenzó en 1792 y, durante los siguientes cinco años, los peajes aumentaron un promedio de 893 libras esterlinas por año y el dividendo fue del 3,1 por ciento. En ese momento, George Wyndham, tercer conde de Egremont, estaba comprando acciones y, habiendo obtenido un tercio de ellas, se convirtió en presidente de la empresa. Luego detuvo el pago de dividendos para que el capital prestado pudiera pagarse más rápidamente. Aparte de un pago provisional en 1821, los dividendos no se restablecieron hasta 1830. En la década de 1790, Wyndham fue responsable de la canalización del río Rother, que se une al Arun en Stopham, y también promovió el canal Wey and Arun, que se consideraba parte de un plan más amplio para conectar Londres con Portsmouth, una idea que había sido contemplado varias veces desde 1641. Presidió una reunión celebrada en Guildford el 1 de junio de 1811, en la que se decidió seguir adelante con el canal y aportar 20.000 libras esterlinas del costo estimado inicial de 90.500 libras esterlinas. El canal se abrió en septiembre de 1816, pero las 100 000 toneladas de tráfico estimadas que pasaban entre Londres y los astilleros de Portsmouth, y las 30 000 toneladas de tráfico local, eran demasiado optimistas, con un tráfico real de una media de 15 000 toneladas por año durante toda su vida.
El Canal de Portsmouth y Arundel, entre cuyos suscriptores figuraban Wyndham y los Cutfield, que también poseían importantes participaciones en el Arun Navigation, debía completar la ruta de Londres a Portsmouth. El Arun se mejoraría para facilitar el tráfico de paso, lo que fue autorizado por ley del Parlamento en 1817. Sin embargo, hasta que los propietarios no estuvieron seguros de que la sección Ford del nuevo canal se construiría realmente, no se iniciaron las obras en el Arun. Una vez persuadidos, consiguieron que el Parlamento aprobara una ley en mayo de 1821. El ingeniero James Hollingworth supervisó las mejoras, que se terminaron a mediados de 1823. Las obras consistieron en aumentar la profundidad y anchura del canal, así como en realizar algunos ajustes en puentes y esclusas para uniformizar su tamaño. Las obras, que ascendieron a unas 5.000 libras, se financiaron con un préstamo de 3.000 libras de la compañía. En 1831, los préstamos habían sido reembolsados y las obras habían permitido aumentar el tamaño de las barcazas de 30 a 40 toneladas, lo que repercutió positivamente en el negocio.
El tráfico aumentó, como lo demuestra la cantidad de botes pertenecientes a los residentes de Arundel. Había 13 en 1801, que habían aumentado a 15 en 1803, con un tonelaje total de 266. Un comerciante de madera llamado John Boxold era propietario de barcazas en 1815 y 1832, mientras que en 1820, una empresa comenzó a ofrecer servicios regulares de carga a Londres, utilizando tres barcazas ubicadas cerca del muelle de la ciudad. En 1823 tenían diez barcazas, que se habían reducido a siete en 1830, y las barcazas salían dos veces por semana a Chichester, Londres, Midhurst y Petworth . La empresa se llamaba Seward and Co., The Arundel Barge Co. y varios otros nombres.

### Disminución
A partir de la década de 1840, el uso del río disminuyó como resultado de la competencia de los ferrocarriles y los cambios en la navegación costera. Littlehampton creció en importancia como puerto y después de años de resistencia por parte de la gente de Arundel, la aduana se trasladó allí en 1864. El Ferrocarril Mid-Sussex abrió su línea de Horsham a Pulborough y Petworth en 1859, que se extendió a Ford y Littlehampton en 1863. Los recibos de los peajes alcanzaron un máximo de 2044 libras esterlinas durante los cinco años de 1835 a 1840, cuando se pagó un dividendo del 11,8 por ciento, pero cayeron rápidamente, recaudando solo 389 libras esterlinas durante los años entre 1870 y 1875, cuando el dividendo fue del 1 por ciento.
En 1852, el servicio de barcazas a Londres solo funcionaba una vez a la semana y había cesado por completo tres años después. La mayoría de los barcos que llegaban a Arundel eran barcos de cabotaje en lugar de barcazas en 1886, y solo 20 barcos utilizaron las instalaciones ese año. El canal de Wey y Arun se cerró en 1871. Los propietarios del río superior dejaron de mantener la navegación a partir del 1 de enero de 1888 y la última barcaza pasó por el túnel de Hardham el 29 de enero de 1889. El río fue abandonado como navegación por una orden emitida como parte de la Ley de Tráfico de Canales y Ferrocarriles de 1888. El río Lark en Suffolk fue la única otra navegación fluvial abandonada en ese momento. La Junta de Comercio emitió una orden de cierre en 1896 y, después de eso, no hubo una autoridad de navegación responsable de la parte superior del río. Sin embargo, el tráfico no cesó por completo.
Quince o veinte barcazas todavía usaban el río en la década de 1880, aunque los tramos superiores ya no eran accesibles. Los muelles de Arundel se llenaron de sedimentos entre 1875 y 1896. En 1898, London, Brighton and South Coast Railway, que en ese momento eran los propietarios del ferrocarril de Horsham a Littlehampton, perforó el túnel donde la línea principal y el ramal a Midhurst cruzaban su curso, y vertieron toneladas de tiza en el túnel para estabilizarlo. El comercio de tiza y cal extraídos de los pozos de tiza de Amberley continuó hasta principios del siglo XX. Algunos barcos fueron remolcados a Arundel por remolcadores de paletas, y continuaron las importaciones de sal, madera y carbón para las plantas de gas . Arundel fue visitado por su último vapor en 1914, y el último velero en llegar al puerto lo hizo tres años después. El paso de embarcaciones más grandes río arriba se vio obstaculizado por la construcción de un puente giratorio en Littlehampton en 1908 y prevenido por un puente ferroviario fijo en Ford construido en 1938. A medida que el tráfico de mercancías desaparecía del río, Edward Slaughter, que más tarde pasó a formar parte de la empresa Buller and Slaughter, contrataba embarcaciones de recreo en 1903, y la empresa seguía haciéndolo en la década de 1990.

### Presente
La autoridad del río sigue siendo como era después de 1896, con la Junta del puerto de Littlehampton responsable de la sección desde la desembocadura hasta el puente Arundel, y sin autoridad de navegación para el río por encima de eso, aunque la Agencia de Medio Ambiente tiene la responsabilidad de sus funciones de drenaje. Hay nueve puentes con una altura mínima navegable de entre 8 pies (2,4 m) y 5 pies (1,5 m) en pleamar. El río es marea a Pallingham Quay, 25,5 millas (41,0 km) aguas arriba del mar en Littlehampton, lo que lo convierte en uno de los ríos más caudalosos del país. La amplitud de la marea en Littlehampton es 17 pies (5,2 m) en mareas vivas y 8,8 pies (2,7 m) en mareas muertas. La marea alta ocurre 15 minutos más tarde que la marea alta en Dover, y la marea alta en Pulborough es cuatro horas más tarde que en Littlehampton.

### Organizaciones benéficas
Arun & Rother Rivers Trust (ARRT) es una organización benéfica creada en 2011 con objetivos relacionados con la educación, la pesca, la biodiversidad, el acceso y la contaminación, entre otros temas.
El Wey and Arun Canal está siendo restaurado por Wey and Arun Canal Trust, que se estableció en la década de 1970. El canal de Wey y Arun técnicamente terminó en Newbridge, pero la restauración incluirá la sección de navegación de Arun hasta Pallingham para llegar al río Arun. Durante muchos años, la rama de Solent y Arun de la Asociación de Vías Navegables Interiores organizó un crucero anual por el río para garantizar que se mantuvieran los derechos de navegación. La responsabilidad de su organización ahora ha pasado al Wey and Arun Canal Trust.

## Ruta
A 37 millas (59,5 km) desde su nacimiento hasta el mar, el Arun es el más largo de los ríos que fluyen completamente dentro de Sussex. Nace como una serie de arroyos, conocidos localmente como ghylls o branquias, al este de Horsham, en St Leonard's Forest . Fluye hacia el oeste, a lo largo del límite sur de Horsham y gira brevemente hacia el norte para bordear Broadbridge Heath . Continuando hacia el oeste, se le une el North River, también conocido como el río Oke, cuyas cabeceras son las alturas de Leith Hill y Holmbury Hill en Surrey. Después del cruce, pasa por debajo de la carretera A29, que sigue la ruta de Roman Stane Street en este punto, y se han encontrado pilas de madera de un puente romano en el lecho del río. Los movimientos de tierra de una estación romana están cerca. Al sur de Rudgwick es atravesado por una vía férrea en desuso, y en este punto cruza los 66 pies (20,1 m) contorno. Su curso está marcado por meandros sinuosos a medida que gira hacia el sur, y el límite del condado sigue brevemente su curso, el río Lox / Loxwood Stream se une al Arun en Drungewick justo antes de que se una al Canal Wey y Arun parcialmente restaurado. Su curso anterior al oeste del canal se puede ver claramente y es seguido por el límite, pero el flujo principal del río sigue un nuevo corte recto justo al este del canal. Una vez que el límite vuelve a cruzar el canal, el río reanuda su curso serpenteante en el lado este del canal.
Un poco más al sur hay otro corte recto, con el antiguo curso todavía visible al otro lado del canal. Pronto llega a Newbridge en la carretera A272 cerca de Wisborough Green . La ubicación del muelle que era el término norte de Arun Navigation estaba justo al sur del puente. Wharf Farm estaba cerca, y el moderno mapa 1: 2500 Ordnance Survey muestra edificios llamados "The Old Wharf". Brockhurst Brook se une desde el este antes de que el río gire brevemente hacia el oeste. Pronto es atravesado por el acueducto de Orfold, que llevó la Navegación Arun sobre el canal del río. El río Kird se une a él, fluyendo desde el norte, y gira nuevamente hacia el sur. En Pallingham, los restos de Pallingham Manor se encuentran en la orilla norte, junto a Pallingham Manor Farm, una casa de campo con estructura de madera del siglo XVII, catalogada como Grado II.  Pallingham Quay Farmhouse, otro edificio catalogado de grado II que data del siglo XVIII,  se encuentra en la orilla oeste del río, justo antes de su unión con el corte de navegación de Arun. Debajo del cruce, el río es de marea.
Continuando hacia el sur, el río pasa por los galopes que forman parte de Coombelands Racing Stables, situado en la orilla este, y Park Mount, un motte y patio que data de la época de la conquista normanda. Es uno de los monumentos mejor conservados de este tipo en el sureste de Inglaterra.  El río está atravesado por Stopham Bridge, un hermoso puente de piedra medieval construido en 1422-1423. El arco central se levantó como parte de las mejoras realizadas a la navegación en 1822. Es una estructura catalogada de Grado I, y también un Monumento Antiguo Programado. Fue dañado por camiones del ejército en la Segunda Guerra Mundial, pero ha sido reparado, y el tráfico pesado en la carretera A283 fue desviado hacia un nuevo puente aguas arriba en la década de 1980.
Debajo del puente hay una pequeña isla, después de la cual un corte artificial construido para evitar la ruta tortuosa de la navegación del río Rother se dirige hacia el oeste. El río ahora descarga sobre una presa en el sitio del antiguo molino de maíz Hardham para unirse al Arun un poco más abajo, y el cruce es seguido por otra pequeña isla. El bloqueo de Hardham era necesario debido a la caída de los niveles causada por el molino, y el ramal a través del túnel de Hardham se dirigía hacia el sur un poco más arriba del Rother. La exploración del túnel fue descrita en un artículo de la revista del condado de Sussex en 1953, cuando ambos extremos eran accesibles, y nuevamente en 2012, cuando solo se exploró el extremo sur. Se ha construido una planta de agua sobre el lecho del canal en el extremo norte, y la boca del túnel está dentro del sitio. El río continúa en un gran bucle hacia el este. La línea ferroviaria de Arun Valley lo cruza para llegar a la estación de tren de Pulborough . Hay otra isla, con la carretera A29 cruzando ambos canales. La reserva natural de Pulborough Brooks se encuentra al este del bucle, y el curso luego serpentea hacia el oeste hasta Greatham Bridge. El puente consta de ocho arcos elípticos bajos, dos arcos más altos, un tramo de hierro fundido sobre el canal navegable y una rampa sólida hacia el este. Aunque su construcción sugiere que es medieval, la mayoría de los arcos fueron erigidos en 1827. 
En la orilla oeste del río, debajo del puente, se encuentra la reserva natural de Waltham Brooks. La esclusa de Coldwaltham, en el ramal que atraviesa el túnel de Hardham, todavía está marcada en los mapas modernos, y la sección desde la esclusa hasta el río todavía contiene agua. Justo al norte de Amberley, el río es cruzado nuevamente por la línea del valle de Arun en el puente Timberley. En el pueblo de Bury, el sendero literario de West Sussex se une a la orilla occidental y otro sendero se une a la orilla oriental. El siguiente puente es Houghton Bridge, cerca de la estación de tren de Amberley . El río se divide en dos canales aquí, y el puente cruza ambos. Similar al Puente Greatham, parece medieval, pero fue construido en 1875. Hay una sección sólida en la isla entre los canales, con un solo arco sobre el canal oriental y cuatro arcos sobre el río principal.  Los pozos de tiza que proporcionaban comercio a la navegación son ahora la ubicación del Museo y Centro del Patrimonio de Amberley, un 36 acres (14,6 ha) sitio con numerosos elementos del patrimonio industrial en exhibición.
El río sigue un curso en forma de "S", el bucle norte rodea el pueblo de North Stoke y el sur rodea South Stoke. Inmediatamente al sur, el antiguo curso pasa por debajo de la vía férrea, pero se abrió un nuevo canal al oeste de la vía férrea. En la orilla oeste se encuentra la aldea de Offham y Arundel Wetland Centre, un 65 acres (26,3 ha) paraíso para las aves que está a cargo de Wildfowl & Wetlands Trust . La ciudad comercial de Arundel está al oeste del río. Tiene un castillo construido sobre una mota, cuya construcción se inició en 1068. Es propiedad del duque y la duquesa de Norfolk. El edificio actual consta de muchos componentes diferentes, que datan de finales del siglo XI hasta el XIX, y está catalogado como Grado I.  Dos puentes cruzan el río aquí, el primero en el camino original a través de la ciudad, mientras que el segundo lleva el A284 Arundel Bypass. La sección final está atravesada por un puente ferroviario, construido en 1908, y el puente de la carretera A259, que lleva la carretera a Littlehampton en la orilla este. Desemboca en el Canal de la Mancha entre los Muelles Este y Oeste.
Littlehampton y su puerto estaban protegidos del ataque naval por Littlehampton Redoubt en la orilla occidental en la desembocadura del río, completado en 1854, que ahora está protegido del mar abierto por Climping sand dunes. Este fuerte reemplazó una batería de siete cañones en la orilla este, que fue construida en 1764.